# Desporto Escolar
O Desporto Escolar (DE) (português europeu) ou Esporte Escolar (EE) (português brasileiro), enquadrado na legislação do Ministério da Educação e Ciência de Portugal, é o conjunto de práticas de atividades desportivas desenvolvidas como complemento curricular e ocupação de tempos livres, num regime de liberdade de participação e de escolha, integradas no plano de atividade da escola e coordenadas no âmbito do sistema educativo.
Apesar do Desporto Escolar ter estado quase sempre presentes nas escolas portuguesas desde as primeiras décadas do século XX, a sua estrutura foi consolidada nos anos 90. Para além dos benefícios relacionados com a prática do desporto, o D tem vindo a ser reconhecido como tendo uma influência positiva no percurso escolar dos alunos portugueses que o praticam.
Desde a sua consolidação, várias comparações entre o DE e o desporto federado têm sido feitas, algumas das quais relacionadas com as desigualdades verificadas no número de alunos envolvidos em cada uma das estruturas e o facto da participação de alunos em clubes federados os afastar do Desporto Escolar no qual imensos fundos públicos têm sido investidos.

## História

### Livre associativismo
O período do livre associativismo, ou Modelo Federado, vai desde o início do século XX até à criação da Organização Nacional da Mocidade Portuguesa, em 1936. é caracterizado pela organização de campeonatos desportivos escolares pelo livre associativismo e pontuais "grandes" encontros desportivos.

### Mocidade Portuguesa
Com o aparecimento da Organização Nacional da Mocidade Portuguesa em 1936, que perdurou até 1973, as atividades desportivas desenvolvidas nas escolas adquiriram um espírito militarista e nacionalista da época. Em 1966, verficou-se um aumento das atividades gimnodesportivas escolares com os "Centros de Instrução da Mocidade Portuguesa" e os "Campeonatos Escolares".

## Modalidades
O Desporto Escolar compreende inúmeras modalidades e nestas participam alunos de várias idades.

### Escalões etários
Atualmente, os escalões existentes no Desporto Escolar português são as seguintes: 
| Escalão    | Ano de nascimento  | Ano de nascimento  | Ano de nascimento    | Idade aprox. |
| Escalão    | Ano letivo 2011/12 | Ano letivo 2012/13 | Ano letivo 2013/2014 | Idade aprox. |
| ---------- | ------------------ | ------------------ | -------------------- | ------------ |
| Infantil A | 2001/2002          | 2002/2003          | 2003/2004            | 09-10        |
| Infantil B | 1999/2000          | 2000/2001          | 2001/2002            | 11-12        |
| Iniciado   | 1997/1998          | 1998/1999          | 1999/2000            | 13-14        |
| Juvenil    | 1995/1996          | 1996/1997          | 1997/1998            | 15-16        |
| Júnior     | 1994 e anteriores  | 1995 e anteriores  | 1996 e anteriores    | 17 ou mais   |

Há, no entanto, diferenças entre a generalidade dos escalões etários definidos noutras instituições:
| Escalão  | Abrev. | Idade aprox. | Outra desig.       |          |     |              |        |
| -------- | ------ | ------------ | ------------------ | -------- | --- | ------------ | ------ |
| Escalão  | Abrev. | Idade aprox. | Outra desig.       | Aprendiz | Apr | 04 - 05 - 06 | Sub-07 |
| Bambi    | Bam    | 07 - 08      | Sub-09             |          |     |              |        |
| Benjamim | Benj   | 09 - 10      | Sub-11             |          |     |              |        |
| Infantil | Inf    | 11 - 12      | Sub-13             |          |     |              |        |
| Iniciado | Ini    | 13 - 14      | Sub-15             |          |     |              |        |
| Juvenil  | Juv    | 15 - 16      | Sub-17             |          |     |              |        |
| Júnior   | Jún    | 17 ou mais   | Sub-20 (ou Sub-19) |          |     |              |        |